# Heaven and Hell (Black Sabbath)
Heaven and Hell è il nono album del gruppo heavy metal britannico Black Sabbath, pubblicato il 18 aprile del 1980 per l'etichetta discografica Vertigo. L'album ha venduto oltre 2 600 000 copie in tutto il mondo.

## Il disco
Heaven and Hell è il primo album registrato dal gruppo dopo l'uscita di Ozzy Osbourne avvenuta all'inizio del 1979 a causa di divergenze dovute all'uso di stupefacenti e alcool. Per sostituire Osbourne fu contattato Ronnie James Dio, cantante statunitense che già in passato aveva vantato collaborazioni con gruppi noti come gli Elf e i Rainbow di Ritchie Blackmore. L'album vedrà inoltre l'entrata nel gruppo del tastierista Geoff Nicholls (proveniente dai Quartz), che sarà accreditato come membro esterno. Sia Dio, sia Nicholls giocheranno un ruolo determinante all'interno del gruppo soprattutto a livello tecnico e compositivo (il cantante contribuirà soprattutto alla stesura nei testi mentre Nicholls avrà anche negli album futuri una influenza sul gruppo).
Grazie a brani come Neon Knights, Heaven and Hell e Die Young, tra i più significativi della discografia del gruppo, Heaven and Hell divenne il miglior risultato in termine di vendite dal 1975 (anno in cui fu pubblicato Sabotage) e pertanto il gruppo sarà premiato con un disco di platino negli Stati Uniti e con tre in Gran Bretagna.
All'album seguirà un tour molto seguito, grazie soprattutto al carisma e alle doti vocali di Dio, molto apprezzati dai fans. Tuttavia durante quel tour Bill Ward, che aveva suonato tutte le parti di batteria nell'album, si dovette ritirare a causa di problemi personali e della sua dipendenza dall'alcool, facendosi sostituire da Vinny Appice che completò il tour.

### Riconoscimenti

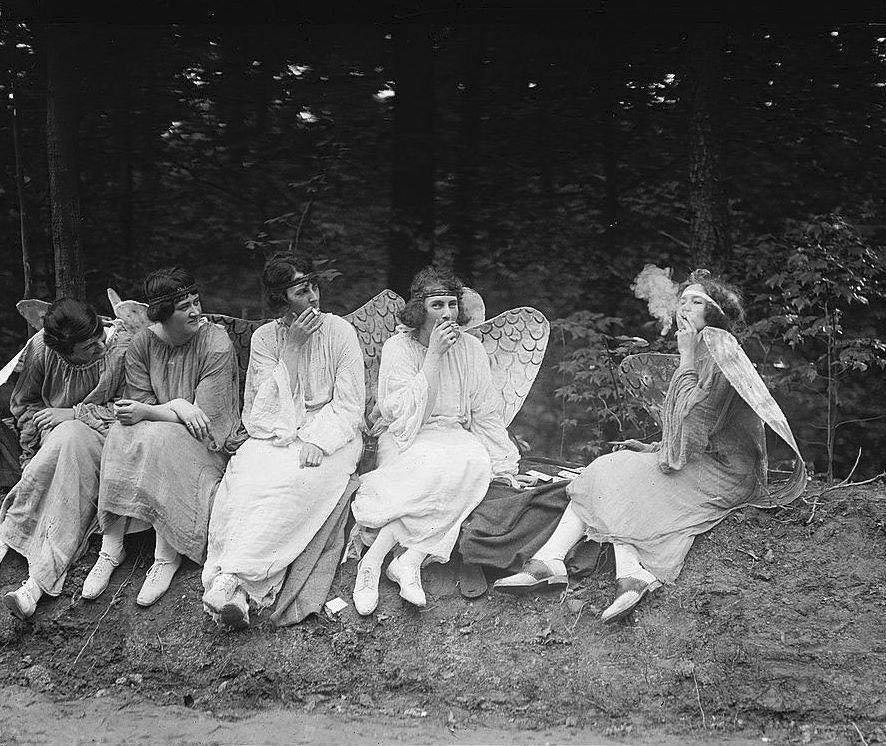
La fotografia del 1928, con donne vestite da angeli che fumano nel backstage durante uno spettacolo di Natale, che ispirò la copertina dell'album

Nel giugno del 2017 la rivista Rolling Stone ha collocato l'album alla trentasettesima posizione dei 100 migliori album metal di tutti i tempi.

## Tracce
Musiche di Ronnie James Dio, Tony Iommi e Bill Ward, testi di Dio, eccetto dove indicato.
1. Neon Knights – 3:54 (Dio, Iommi, Geezer Butler, Ward)
2. Children of the Sea – 5:34
3. Lady Evil – 4:26
4. Heaven and Hell – 6:58
5. Wishing Well – 4:07
6. Die Young – 4:45
7. Walk Away – 4:25
8. Lonely Is the Word – 5:50

## Curiosità
- Il brano Heaven and Hell compare nel videogioco Grand Theft Auto IV come uno dei brani trasmessi nella stazione radio fittizia Liberty Rock Radio.

## Formazione
- Ronnie James Dio - voce
- Tony Iommi - chitarra
- Geoff Nicholls - tastiera[4]
- Geezer Butler - basso
- Bill Ward - batteria